# Jaskon Five
Jaskon Five war eine deutsche Showband, die in den 1970er Jahren vom Musiker, Produzenten und Komponisten Günter Jaskon gegründet wurde. Die Band bestand aus Musikern aus fünf Nationen. Ihr besonderes Merkmal war, dass jedes einzelne Mitglied sowohl als Multiinstrumentalist als auch als Gesangssolist fungierte.
Mitglieder waren u. a. Günter Jaskon, Antonio Milici und Brigitte Jäckel.
Es entstanden Singles und LPs bei Majorlabels, u. a. Musik für jede Stunde, Autofahrersong oder Ein Tag voller Musik.  Die Jaskon Five traten auch öffentlich auf.
Nach ihrer Auflösung blieb Günter Jaskon dem Musikbusiness treu, inzwischen betreibt er zusammen mit seiner Frau ein Label sowie eine Plattenfirma. Antonio Milici tritt seit 1988 unter dem Namen ToniSax als Alleinunterhalter auf.